# Most Pionýrů
Most Pionýrů je most v Ostravě přes řeku Ostravici, který spojuje Moravskou a Slezskou Ostravu.
V roce 1912 spojovala břehy řeky v místě dnešního mostu dřevěná lávka.

## Jubilejní most
K dvacetiletému výročí vzniku Československa bylo plánováno otevření nového mostu přes Ostravici, který by ulehčil Říšskému mostu (most Miloše Sýkory). Plány se opozdily, a tak stávající dřevěná lávka byla zbourána 22. listopadu 1938.
Otevření nového mostu popisuje kronikář Slezské Ostravy: Dne 23. června 1939 byl slavnostně odevzdán svému účelu nový most přes řeku Ostravici, spojující vnitřní části Moravské a Slezské Ostravy. K slavnosti se dostavili zástupci NSDAP, říšské branné moci, úřadů města a podnikatelských firem. Po proslovu starosty dr. Hinnera vylíčil místoředitel stavebního úřadu Ing. Klotz historii nového mostu. Pak motorizovaný oddíl říšské policie projel po novém mostě a za ním prošli most i hosté. Na slezské straně je uvítal starosta Slezské Ostravy, pan Jan Kunčický. Nový most postavily Vítkovické železárny podle vlastního návrhu. Je ocelové konstrukce, elektricky svařovaný. Železná konstrukce vážila 259 tun, rozpětí mostu bylo 59,28 m a široký byl 14 metrů, z čehož připadalo na vozovku 8,5 metrů, na oboustranné chodníky pro pěší po 2,25 m. Most se nazýval také Jubilejní, protože měl být otevřen k výročí vzniku republiky 28. října 1938.

## Zničení mostu
V květnu roku 1945 nacisté zničili 11 mostů mezi Hrabovou a Koblovem. Dne 30. dubna 1945 postupovaly tanky Českobratrskou ulicí k Jubilejnímu mostu, pozdějšímu mostu Pionýrů. Po ústupu nacistů za řeku Ostravici vybuchly pod mostem nálože.

## Dřevěný most
Dne 7. listopadu 1953 byl otevřen provizorní dřevěný most. Dne 6. prosince 1953 byla zahájena trolejbusová doprava po tomto mostě. Vedla zde trolejbusová linka Ostrava, náměstí Republiky- Michálkovice.

## Most Pionýrů
V roce 1958 byla organizována akce na sběr železného šrotu, jako suroviny pro výrobu ocelového mostu. Dne 30. dubna 1959 byl most otevřen vybranou pionýrkou symbolickým přestřihnutím pásky. Protože byl most postaven z výtěžku pionýrského sběru, dostal jméno most Pionýrů.
Most nesl silové elektrické kabely, kabely veřejného osvětlení, sdělovací kabely, vodovodní potrubí, plynové potrubí průměru 300 mm a potrubí koksárenského plynu průměru 500 mm.

## Výbuch mostu
Dne 25. listopadu 1976 v 5:15 hodin nastala exploze plynu nashromážděného v uzavřené mostní konstrukci. V době výbuchu jel po mostě plně obsazený trolejbus linky č. 105 a osobní automobil Škoda Felicia. Na místě došlo k osmnácti těžkým zraněním, jeden člověk přišel o část nohy. V nemocnici zemřela po několika dnech jedna z cestujících. Sedmnáct lidí bylo zraněno lehce.
Most byl zničen, poškozeny byly i okolní budovy. Množství poškozených oken a výkladů představovalo 5 000 m² skla. Po výbuchu vznikl požár, který živil plyn proudící potrubím. Po uzavření přívodu plynu na koksovně byl požár zdolán.
Prvotní příčinou výbuchu byl koksárenský plyn, který unikal z potrubí uloženého na mostě. Únik plynu nebyl rozpoznatelný čichem, neboť z provozů koksoven, chemiček a hutí v Ostravě unikalo velké množství zapáchajících exhalací.
Svědkové exploze vypovídali o vzplanutí lampy veřejného osvětlení a následném výbuchu. Sloupem lampy stoupal plyn z netěsného potrubí a byl zapálen elektrickou výbojkou nebo jiskrou od sběrače trolejbusu, který v okamžiku výbuchu projížděl po mostě.
S ohledem na důležitost silničního spojení bylo ihned po havárii rozhodnuto o rychlém přemostění řeky.

## Provizorní most
Na demontáži trosek mostu a výstavbě provizorního mostu se podíleli vojáci. Dne 17. prosince 1976 byly spojeny břehy Ostravice dvěma armádními ženijními mosty. Jednalo se o mostní konstrukce, z nichž každá vážila 80 tun a měřila 72 metrů.
Dne 22. prosince 1976, 18 dní po nástupu vojáků, začal most sloužit veřejnosti. Dopravní prostředky ČSAD a Dopravního podniku města Ostravy tak mohly překonat řeku Ostravici mezi Matiční ulicí a Seidlerovým nábřežím. Provizorní most fungoval do 17. srpna 1985.

## Most Pionýrů jako součást estakády

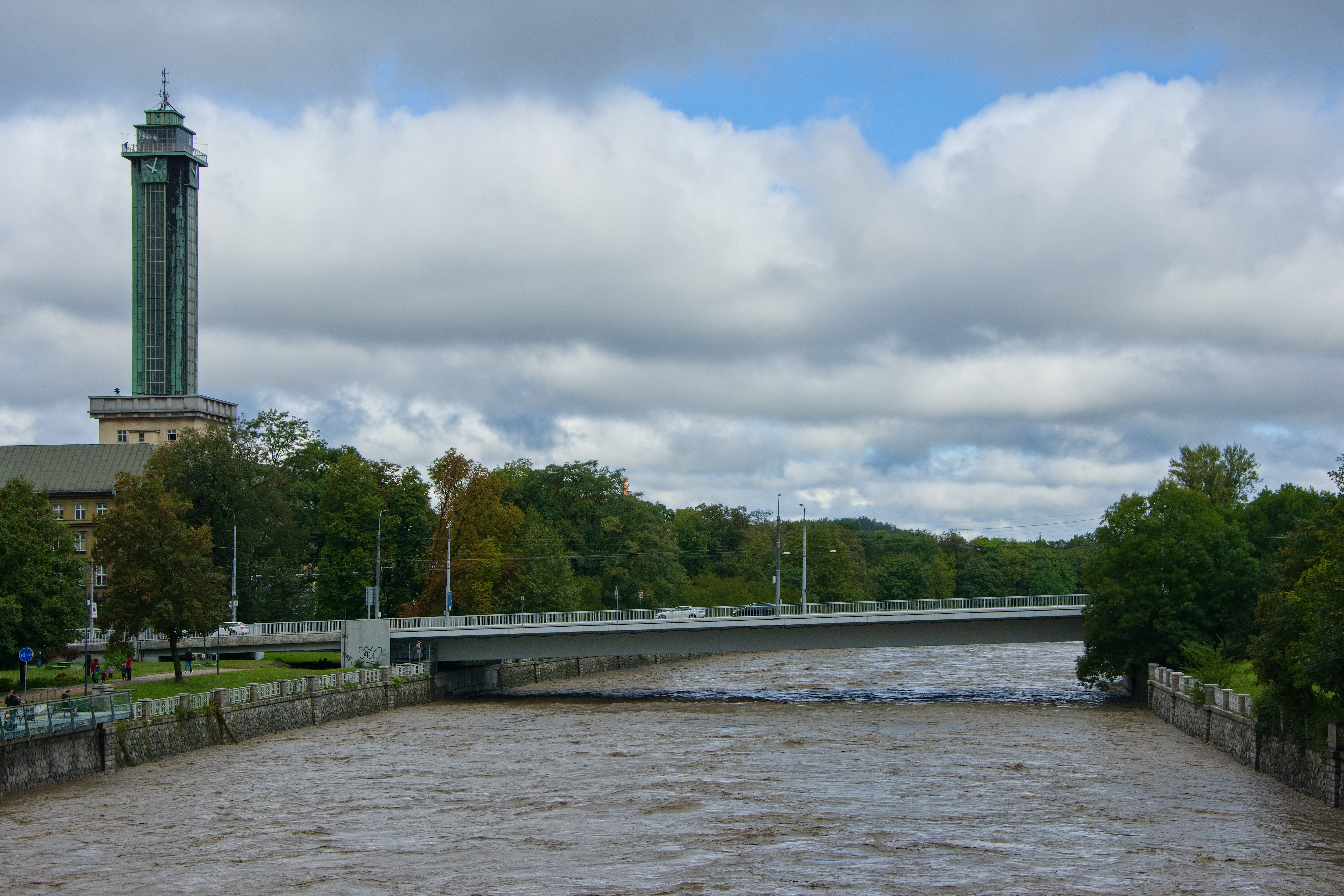
Most Pionýrů během povodně v roce 2024

Místo dřevěného provizoria měl být postaven nový most. Havárie mostu byla příležitostí k vyprojektování nového mostu, který nebyl jen spojnicí mezi levým a pravým břehem. Byla vyprojektována silniční estakáda, která vyřešila:
- mimoúrovňové křížení s ulicí Bohumínská
- podélný sklon navazující silnice na Michálkovice
- výšku nad hladinou Ostravice v souvislosti s uvažovanou splavností toku[20]

Mostní konstrukce je 680 m dlouhá a plocha mostovky má 19 200 čtverečních metrů. Jednotlivá mostní pole jsou uložena na třech pilířích. Řešení bylo zvoleno kvůli poddolování území a možným poklesům. Běžné uložení na čtyři pilíře by při poklesu vyvolalo kroucení tubusu mostovky. Estakáda byla otevřena 30. června 1986.